# Губадлы
Губадлы́ (ранее — Кубатлы́, азерб. Qubadlı) — город в Азербайджане, административный центр Губадлинского района.
В июле 2023 года Президент Ильхам Алиев учредил 25 октября как День города Губадлы и постановил ежегодно торжественно отмечать его.

## География
Расположен к югу от Лачина на правом берегу реки Баргюшад (Базарчай) среди широколиственных лесов.

## История

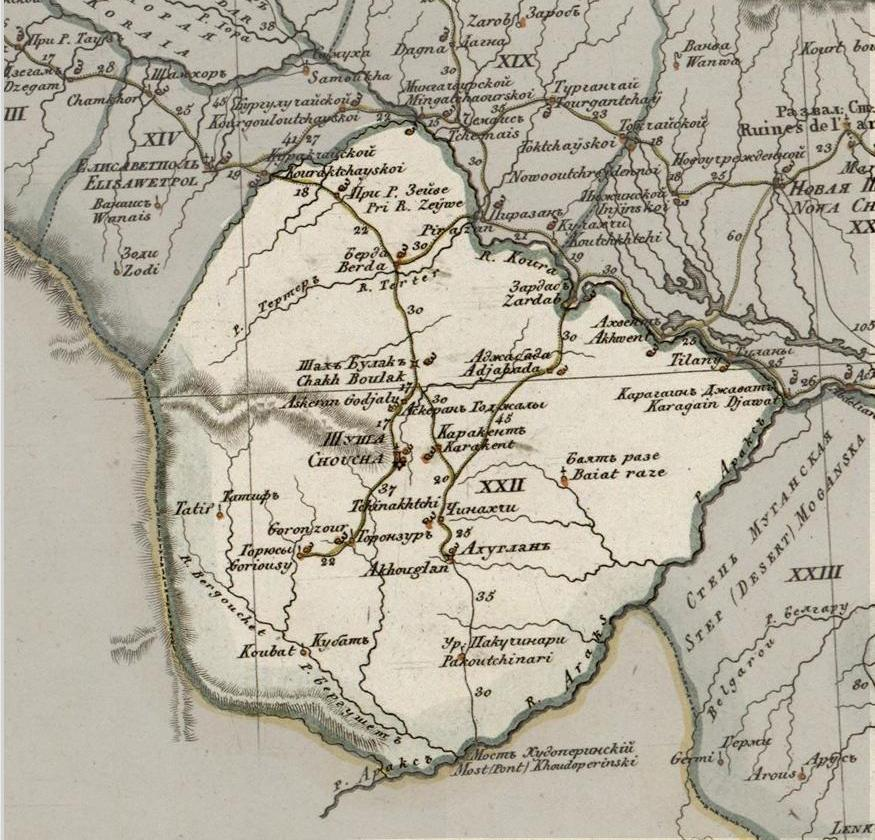
Карабахское ханство и селение Кубат на карте 1823 года

Селение Кубад когда-то входило в состав Карабахского ханства.
В «Описании Карабагской провинции, составленном в 1823 году, по распоряжению главноуправляющего в Грузии Ермолова, действительным статским советником Могилёвским и полковником Ермоловым 2-мъ», отмечалась «татарская» (азербайджанская) деревня Куббаты Карабагской провинции, принадлежавшая капитану Аджи-Агаларъ-беку.
Земля, принадлежащая сей деревне была куплена Ибраимъ-Ханомъ и малолетнему Мехти-Кули-Хану подарена, который за важную услугу, оказанную Аджи-Агаларъ-беком, по ходатайству генерала Катляревского, подарилъ ему въ собственность. Она была въ то время раззорена и безъ жителей; Аджи-Агаларъ же собранными изъ за границы: изъ Эривани, изъ Нахичевани и Карадага заселилъ. Доходовъ Хану никакихъ не платили, а все оныя принадлежатъ помещику.
В годы Российской империи село Кубатлу входило в состав Зангезурского уезда Елизаветпольской губернии. По данным «Свода статистических данных о населении Закавказского края, извлеченных из посемейных списков 1886 года», в селе Кубатлу Дондарлинского сельского округа было 70 дымов и проживало 326 азербайджанцев (указаны как «татары»), шиитского вероисповедания, из них 53 человека были беками, остальные — крестьянами.
По данным «Кавказского календаря» 1912 года, в селе Кубатлу Зангезурского уезда Елизаветпольской губернии жило 672 человека, в основном азербайджанцев, указанных «татарами».
Согласно результатам Азербайджанской сельскохозяйственной переписи 1921 года, Кубатлы Кубатлинского уезда Азербайджанской ССР населяли 317 человек (92 хозяйства), преобладающая национальность — тюрки азербайджанские (азербайджанцы).

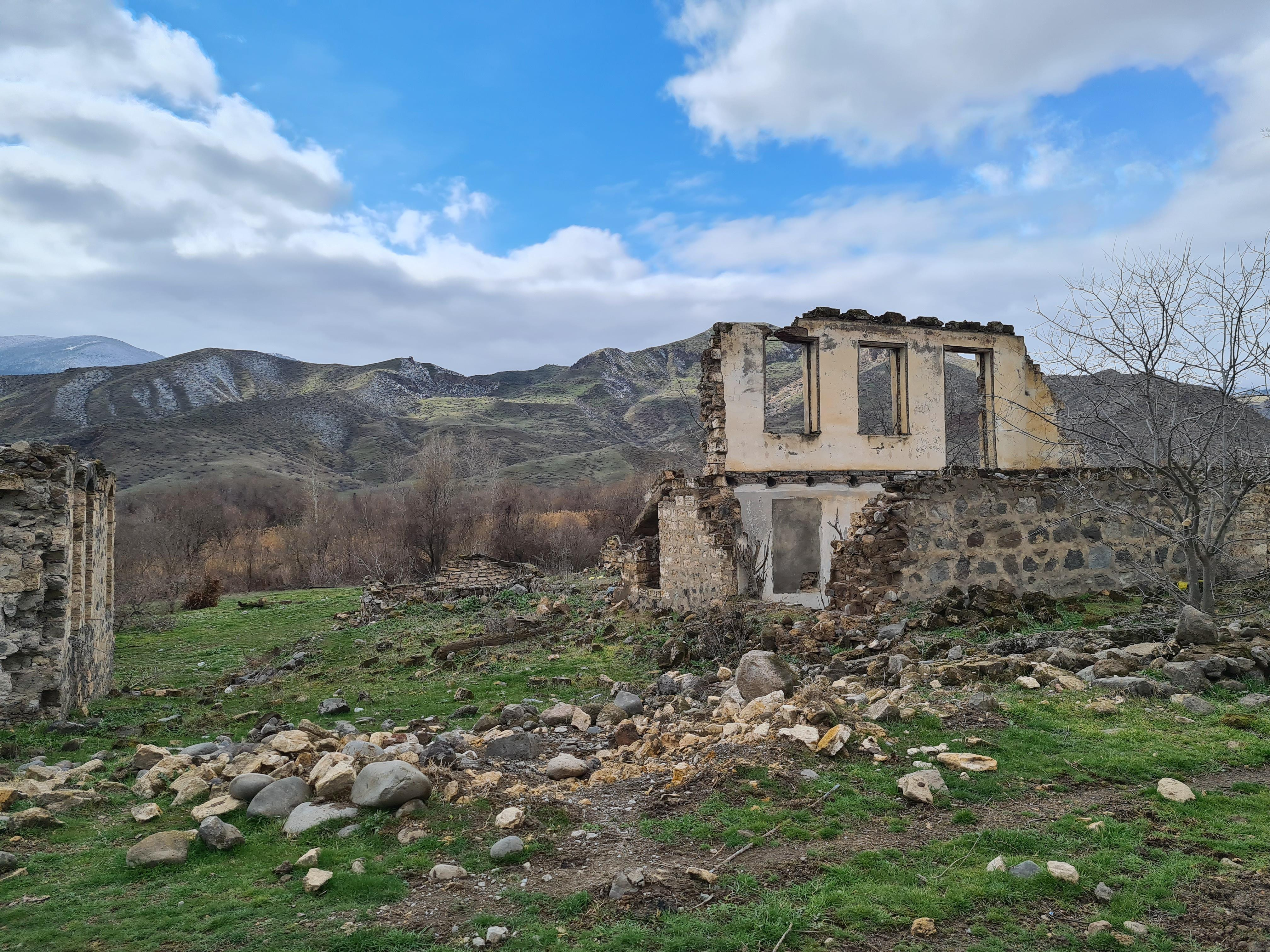
Разрушенные дома в Губадлы

В советские годы Кубатлы был административным центром Кубатлинского района Азербайджанской ССР. 23 июня 1962 года Кубатлы получил статус посёлка городского типа.
В городе работали асфальтовый завод, инкубаторско-птицеводческая фабрика, каменный карьер, три средние школы, две библиотеки, дом культуры, кинотеатр и районная больница.

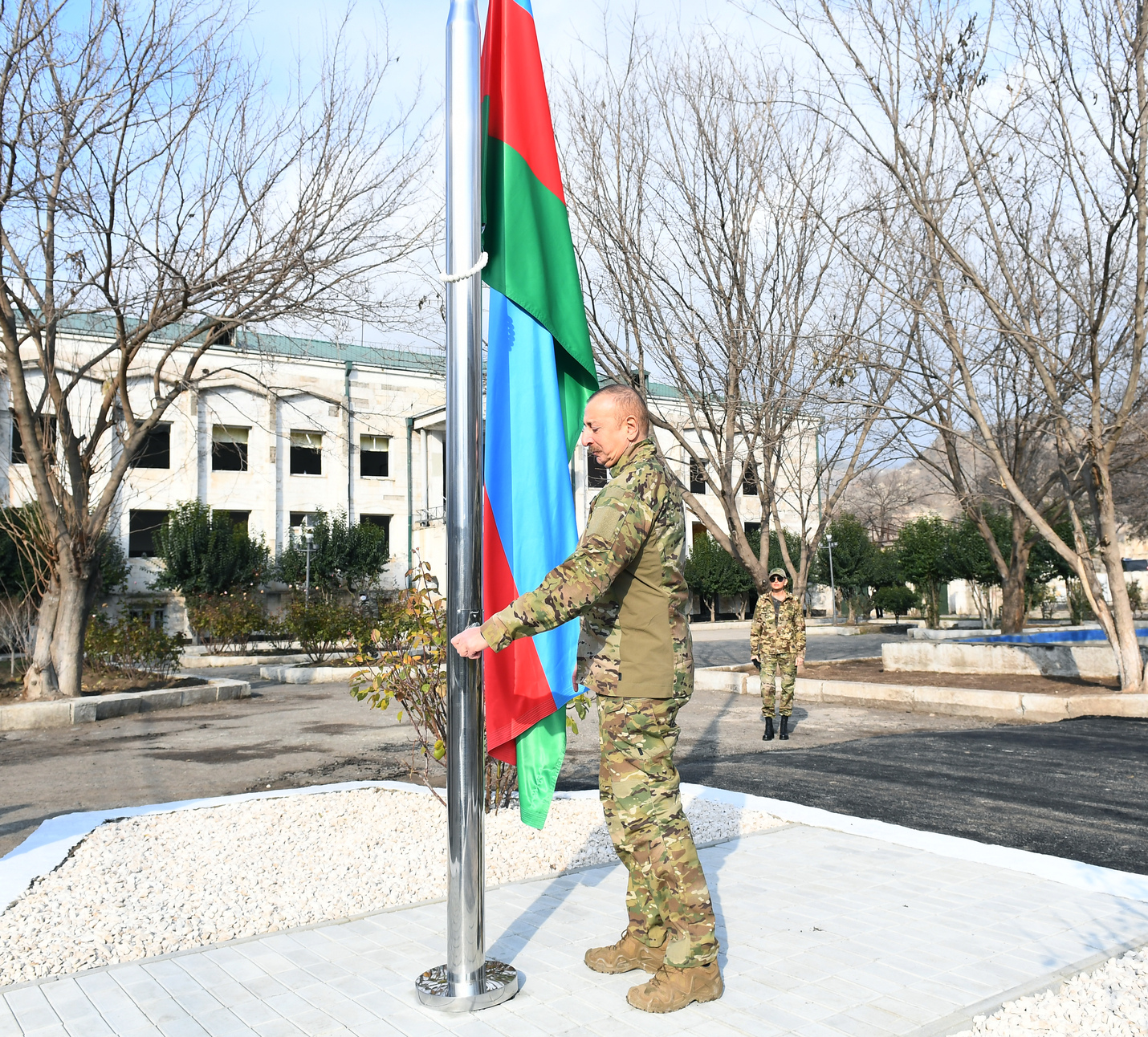
Президент Азербайджана Ильхам Алиев поднимает флаг Азербайджана над городом Губадлы. 23 декабря 2020 года

### Карабахский конфликт
В ходе Первой карабахской войны город в августе 1993 года был захвачен армянскими формированиями и до 2020 года входил в так называемый «пояс безопасности Нагорного Карабаха», находившийся за пределами первоначально заявленной территории непризнанной Нагорно-Карабахской Республики, но контролировавшийся НКР, согласно топонимике которой носил название Санасар или Кашуник.
25 октября 2020 года в ходе Второй карабахской войны азербайджанская армия восстановила контроль над городом. 23 декабря 2020 года город посетил президент Азербайджана Ильхам Алиев и поднял флаг Азербайджана в Губадлы.

## Экономика
19 октября 2022 года представлен генеральный план города Губадлы. До 2042 года планируется увеличение площади города до 505 гектаров. Планируется строительство водохранилищ «Бергюшадчай» и «Забухчай».

## Население
Согласно Всесоюзной переписи 1989 года население города составляло 5508 человек.

### Национальный состав
| Год переписи  | 1939         | 1970            | 1979            |
| ------------- | ------------ | --------------- | --------------- |
| азербайджанцы | 856 (84,2 %) | ↗2 645 (99,1 %) | ↗3 369 (99,3 %) |
| армяне        | 60 (5,9 %)   | ↘10 (0,4 %)     | ↘5 (0,1 %)      |
| русские       | 84 (8,3 %)   | ↘10 (0,4 %)     | ↘8 (0,2 %)      |
| другие        | 17 (1,6 %)   | 4 (0,1 %)       | 10 (0,2 %)      |
| всего         | 1 017        | 2 669           | 3 392           |

## Известные люди
Уроженцами Губадлы являются: Василий Алиев — азербайджанский офицер полиции. Национальный Герой Азербайджана и Маис Бархударов — азербайджанский военный деятель, генерал-лейтенант Вооружённых сил Азербайджанской Республики, участник Второй карабахской войны осенью 2020 года. Командир 2-го армейского корпуса ВС Азербайджана.